# Mikroregion Mogi das Cruzes

Mikroregion Mogi das Cruzes

Mikroregion Mogi das Cruzes – mikroregion w brazylijskim stanie São Paulo należący do mezoregionu Metropolitana de São Paulo. Ma 2.065,2 km² powierzchni.

## Gminy
- Biritiba Mirim,
- Ferraz de Vasconcelos,
- Guararema,
- Itaquaquecetuba,
- Mogi das Cruzes,
- Poá,
- Salesópolis,
- Suzano,